# Naryn (góry w Kirgistanie)
Naryn (także Naryntau; kirg.: Нарын кырка тоосу, Naryn kyrka toosu; ros.: хребет Нарын-Тоо, chriebiet Naryn-Too) – pasmo górskie w Tienszanie, w Kirgistanie. Ciągnie się wzdłuż lewego brzegu rzeki Naryn na długości ok. 130 km. Najwyższy szczyt osiąga 4530 m n.p.m. Pasmo zbudowane z wapieni, łupków metamorficznych i granitów. Strome zbocza północne poprzecinane skalistymi wąwozami. Zbocza południowe są łagodne, a u ich podnóży znajdują się gliniasto-piaszczyste wzgórza. Dominuje krajobraz wysokogórski z piargami i łąkami górskimi. W dolinach występują lasy świerkowe.